# Oath to Vanquish
Oath to Vanquish ist eine libanesische Deathgrind-Band aus Beirut, die im Jahr 2001 gegründet wurde.

## Geschichte
Die Band wurde im November 2001 von Gitarrist und Sänger Elias Abboud und Schlagzeuger und Sänger Carlos Abboud gegründet. Beide waren bereits seit 1992 vorher in verschiedenen Bands aktiv. Die Band spielte im Februar 2002 in Amman, Jordanien, ihren ersten Auftritt. 
Sänger und Bassist Joseph „Caveman“ Assaf stieg im Jahr 2003 bei der Band aus und wurde durch Cyril Yabroudi ersetzt. In den folgenden zwei Jahren spielte die Band weitere Konzerte und arbeitete an ihrem Debütalbum. Das Album Applied Schizophrenic Science wurde in den Mad House Studios, Libanon, aufgenommen. Abgemischt und gemastert wurde das Album von  Colin Davis von Imperial Mastering.
Anfang 2006 unterschrieb die Band einen Vertrag bei Grindethic Records, worüber das Album veröffentlicht wurde.

## Stil
Die Band spielt eine abwechslungsreiche und aggressive Mischung aus Death Metal und Grindcore und wird dabei mit Bands wie Devourment, Suffocation und Skinless verglichen. Der gutturale Gesang ist extrem tief.

## Diskografie
- 2006: Applied Schizophrenic Science (Album, Grindethic Records)
- 2010: Begetters of Fear and Ruin (Split Terrordrome, Grindethic Records)